# TeXet
teXet — российская марка потребительской электроники, основанная в 1993 году. Торговая марка принадлежит компании «Электронные системы Алкотел» и базируется в Санкт-Петербурге.
Под маркой teXet производятся и продаются планшетные компьютеры, смартфоны и мобильные телефоны, электронные книги, видеорегистраторы и навигаторы, радиотелефоны и проводные телефоны, цифровые плееры, умные часы, а также другие гаджеты. Большая часть продукции teXet относится к бюджетному сегменту, будучи заметно дешевле зарубежных аналогов.
Продукция марки является продукцией китайских производителей(ODM), таких как Onda, продаваемой в странах СНГ маркой teXet под своим брендом.

## История
Торговая марка teXet была основана в 2004 году. Изначально под маркой teXet продавались в основном DECT-телефоны. Летом 2005 года компания решила расширить
свой ассортимент за счет портативных цифровых плееров и вышла на этот рынок с несколькими моделями, уже через год увеличив объёмы выпускаемой продукции в 8,5 раз. В 2008 году были представлены новые категории продуктов: GPS-навигаторы и цифровые фоторамки. В мае 2010 бренд teXet выпустил на рынок свой первый мобильный телефон — популярную модель «бабушкофона», разработанную с учётом потребностей пожилых людей.
2011 год — запуск трех новых продуктовых линеек: видеорегистраторы, планшеты и электронные книги (с дисплеями TFT и E-Ink, а также на ОС Android).
2012 год ознаменован значимыми событиями в рамках развития торговой марки: создан и начал работать московский филиал компании, организовано представительство компании в Чехии, открыты новые фирменные магазины teXet в Санкт Петербурге, обновлен сайт teXet, стартовали продажи в собственном интернет-магазине. По итогам 2012 года компания входит в тройку лидеров по товарным категориям: электронные книги (доля рынка РФ в 20 %), видеорегистраторы (14 %), МР3-плееры (24 %), цифровые фоторамки (13 %). Традиционно сильно представлены направления проводных телефонов и радиотелефонов DECT.

## Телефония teXet (радиотелефоны DECT и проводные телефоны)
Старейшее направление компании. По итогам 2012 года доля teXet на рынке радиотелефонов DECT составила 25 % (2 место среди производителей). 2013 год ознаменован выходом моделей в нестандартных дизайнах — РЕТРО DECT и радиотелефон TX-D9105A с базовым блоком в форме блюда.

## MP3-плееры teXet
Производство плееров под торговой маркой teXet стартовало в 2005 году. По итогам 2010 года teXet занимает 2-е место по объёму продаж с долей рынка 14 %. Направление динамично развивается — в 2011 году было выпущено 17 новых моделей MP3, в 2012 — 13 моделей. В линейке представлены мультимедийные плееры на операционной системе Android 4.0.4., компактные модели с весом всего 15 г, а также устройства в ярких корпусах с цветными принтами.

## Цифровые фоторамки teXet
В 2012 году компания выпустила на рынок уникальный продукт — самую тонкую фоторамку в мире с толщиной корпуса всего 3 мм. Осенью 2013-го в продажу поступила ещё одна новинка, аналогов которой нет на российском рынке — мультимедийная модель с огромным дисплеем 17,3 дюйма.
В линейке также представлены модели с диагоналями экранов от 7" до 17,3".

## GPS навигаторы teXet
Первым GPS-навигатором под маркой teXet стала вышедшая на рынок весной 2009 года модель TN-510, оснащенная дисплеем 4.3" и имеющая базовую функциональность платформы Windows CE. Уже в конце года появились первые модели с «пробочным» сервисом.
В начале 2010 года teXet начинает предлагать навигаторы с модулем Bluetooth, в линейке которых дебютом стала 5-дюймовая модель teXet TN-705. Вскоре компания представила teXet TN-711HD BT — модель в тонком корпусе 9 мм и с экраном высокого разрешения 800 на 480 точек.
Среди особенных моделей teXet можно назвать навигаторы-«комбайны»: teXet TN-770 ТV — навигатор со встроенным аналоговым телеприемником, а также teXet TN-511 HD DVR и teXet TN-515 DVR — первые на рынке навигаторы со встроенной видеокамерой, работающей в режиме видеорегистратора.
Новым направлением развития автомобильных навигаторов под маркой teXet становится вышедшая на рынок в конце 2011 года модель teXet TN-550А — навигатор на платформе OC Android 2.3, оснащенный модулем Wi-Fi, позволяющим загружать и устанавливать приложения из Android Market и пользоваться сервисами пробок через 3G-роутер.
Впоследствии тенденция развития навигаторов сместилась в сторону многофункциональности — модель TN-610 Voice HD способна совершать звонки и выходить в Интернет, а навигатор TN-833 RDVR HD оснащен дополнительно функциями видеорегистратора и радар-детектора, которые крайне популярны в России.

## Мобильные телефоны и смартфоны teXet
Май 2010 года — первый мобильный телефон под торговой маркой teXet. Модель TM-B100 получила название «бабушкафон», так как разработана специально для пожилых людей с учётом их потребностей. Впоследствии линейка существенно расширилась в этом направлении.

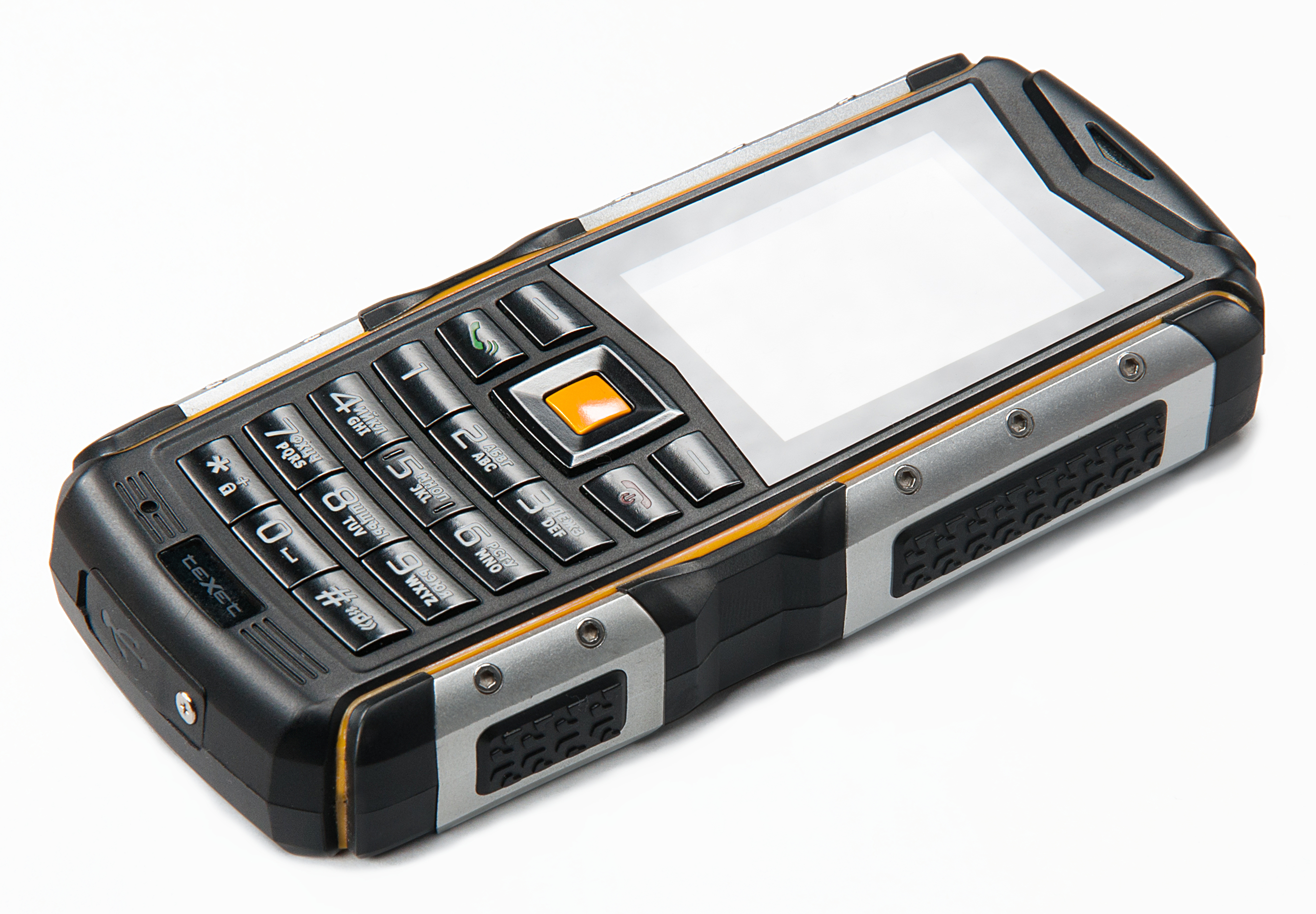
Пыле-влагозащищенный телефон teXet TM-511R

В 2011 году мобильные teXet осваивают новые ниши — модели с поддержкой двух SIM-карт и пыле/влагозащищенные телефоны в ударопрочном корпусе (TM-502R, TM-503RS). Начались регулярные поставки мобильных телефонов teXet участникам «большой тройки» — операторы сотовой связи МТС и Билайн.
Вторая половина 2012 года — компания выпускает первую официальную модель на четыре SIM-карты (TM-420).
C 2012 года компания наладила выпуск бюджетных многофункциональных смартфонов на ОС Android. Модели, рассчитанные на 2 SIM-карты, имеют различные диагонали экранов — от распространенных 4, 4,3 и 4,5 дюймов до смартпэдов с 5,2-дюймовыми дисплеями.
Специально для спортсменов, любителей активного отдыха была разработана линейка защищенных смартфонов, которую представляют ударопрочный и водонепроницаемый TM-3204R и лидер по параметрам надежность и функциональность teXet X-driver с международным классом защиты от влаги и пыли IP68.

## Электронные книги teXet
В 2011 году у teXet появляются ридеры с TFT-дисплеями, что существенно расширяет функционал (сенсорный цветной дисплей с подсветкой, доступно воспроизведение аудио и видео). Во второй половине 2011 года появляются электронные книги на ОС Android. В ноябре 2012 торговая марка презентует первый на российском рынке ридер с дисплеем E-Ink 4,3 дюйма (TB-436), а летом 2013 — первую E-Ink книгу с большим 8-дюймовым экраном и модулем WiFi для выхода в Интернет. В 2013 году продуктовую матрицу направления существенно расширили модели с мягкой подсветкой экрана и новинка TB-166, соединяющая технологию электронные чернила и сенсорное управление.

## Планшетные компьютеры teXet
В феврале 2011 года стартовали продажи планшетных компьютеров teXet на OS Android. Все устройства поставляются с предустановленными мобильными приложениями: от Яндекса, программой Mail.ru Агент, новостными клиентами РИА Новости и Коммерсантъ, ПО для чтения книг FBReader, а также виджетами и ярлыками популярных социальных сетей.
В 2013 году направление стремительно развивается — под брендом teXet на рынок вышло 15 моделей планшетных компьютеров. Компания активно продвигает свои планшеты на рынке в России и странах СНГ. Планшеты teXet приобретают большую популярность, и как результат несколько крупных ретейлеров начинают продажи эксклюзивных моделей teXet, выпущенных специально для них. Среди них продукты, представляющие серию планшетов teXet NaviPad с модулем 3G и GPS для автомобильной навигации.
В марте 2014 года первыми среди планшетов российских компаний модели teXet TM-9757 и TM-9767 получили обновление до Android 4.4.2.

## Видеорегистраторы teXet
Дебютом в новом классе устройств под маркой teXet стала вышедшая на рынок летом 2011 года модель teXet DVR-02 — компактный автомобильный видеорегистратор со встроенным TFT-дисплеем и богатейшей комплектацией.
В 2012 году teXet выпустил длинную линейку видеорегистраторов с разнообразными возможностями. Это DVR-100HD — бюджетная модель с базовым функционалом, DVR-500HD/DVR-600FHD, записывающие видео в формате HD и FullHD, регистратор wide-формата DVR-601FHD с процессором Ambarella, который записывает видео с разрешением 1920×1080, регистратор DVR-1GP, оснащенный GPS-приемником, модели DVR-580FHD, DVR-570FHD с возможностью ночной съемки высокого качества и многое другое. Линейка сформирована с учётом запросов потребителей, что позволило teXet стать одним из лидеров рынка.
В феврале 2013 года состоялась презентация новой модели DVR-905S, сочетающей в себе качества видеорегистратора и экшн-камеры с широким функционалом фото- и видеосъемки, в том числе и возможность работать с изображением на глубине до 60 метров.

## Награды
″″texet X-pad iX 7 3G «Россия: лучшие из лучших 2014»
- teXet TM-650 — "«Россия: лучшие из лучших 2010»

Рубрика журнала PC Magazine / Russian Edition, в которой был отмечен навигатор teXet (март, 2011)
- teXet T-960HD — «Лучшая покупка»

Лидер обзора среди нескольких моделей мультимедийных плееров от журнала «Мир ПК» (февраль, 2011)
- teXet TN-505 Лучший автонавигатор экономкласса 2009

Журнал «Мобильные компьютеры» (январь, 2010)
- teXet TN-600 Voice — Выбор редакции «МирПК»

GPS-навигатор TN-600 Voice был удостоен звания «Выбор редакции» популярнейшего журнала о компьютерах и IT-технологиях «Мир ПК»(октябрь, 2009) и знаком журнала «Мобильные новости рекомендуют» (октябрь, 2010)
- Навигаторы teXet — TOP 5 по версии «Мобильных новостей»

Навигаторы teXet TN-500 — второе место, TN-600 -четвёртое место рейтинга ТОП-10 от главного редактора журнала «Мобильные новости» на портале NOMOBILE.ru (февраль, 2009)
- Colombo teXet TX-D 8300 — IF product design award 2009, Universal design award 09, Universal design consumer favorite 09

Радиотелефону DECT Colombo присуждены престижные международные премии Universal design award (в рамках всемирно известной выставки IT и электроники CEBIT в Ганновере) и iF awards (одно из главных ежегодных событий в мире дизайна цифровых устройств).
- teXet TX-D7100 — лучшая модель радиотелефонов стандарта DECT

По результатам тестирования эксперты журнала UPGRADE присвоили телефону teXet значок «Выбор редакции» (декабрь, 2004)